# Utada Hikaru
Utada Hikaru (宇多田 光 Utada Hikaru, Vũ Đa Điền Quang) là một nữ ca sĩ, nhạc sĩ người Nhật, được các fan gọi một cách trìu mến là Hikki, Hikaru có nghĩa là "ánh sáng" trong tiếng Nhật.

## Tiểu sử
Utada Hikaru sinh ngày 19 tháng 1 năm 1983 tại Manhattan, New York trong một gia đình có truyền thống về âm nhạc. Cha cô là Utada Teruzane, nhà sản xuất và là một nhạc sĩ lâu năm. Mẹ cô là Fuji Keiko (tên diễn), một ca sĩ hát nhạc Enka nổi tiếng ở Nhật Bản vào thập niên 1970. Khi còn nhỏ, cô thường phải đến phòng thu âm thường xuyên vì cha mẹ làm việc ở đó. Năm 3 tuổi, cha mẹ của Hikaru bắt cô học piano. Thoạt đầu, cô rất ghét âm nhạc vì bị bắt buộc mọi thứ, nhưng dần dà khi lớn lên, cô bắt đầu cảm thấy bị nó cuốn hút.

## Sự nghiệp âm nhạc
Âm nhạc của Utada bị ảnh hưởng rất nhiều từ cha, người rất yêu nhạc rock. Các ban nhạc mà cô yêu thích bao gồm những tên tuổi lớn như The Beatles, Queen, The Eagles, Bon Jovi và Guns N' Roses.
Bản thân học ở New York, Hikki cũng chịu ảnh hưởng của trào lưu nhạc R&B thịnh hành ở khu vực này. Cô thường nói bài hát đầu tiên mở đường cho cô đến với R&B là bài "Age Ain’t Nothin’ But A Number" do ca sĩ hip-hop nổi tiếng Aaliyah hát.
Lên 8, Hikaru bắt đầu sự nghiệp ca hát của mình trong nhóm U3, thành lập bởi gia đình Utada vào năm 1990. Nhóm bao gồm cả ba thành viên của gia đình: Hikaru, Teruzane và Keiko. Album đầu tiên của U3 U*STAR ra đời vào tháng 9 năm 1993, trong đó có 2 bài được viết bởi cô bé 10 tuổi Hikaru, đó là: "Thank you" và "Kodomotachi no Utaga". Hikaru cũng chính là người vẽ bìa cho album này. Cũng như các album khác được nhóm cho ra đời, U*STAR không gặt hái được thành công nào đáng kể, và đến năm 1997 thì tan rã.
Hikaru quyết định theo đuổi sự nghiệp solo của mình, dưới tên Cubic U. Single đầu tiên "I'll be stronger" được phát hành bởi hãng băng đĩa Liquid Sound Lounge, và không lâu sau đó là Precious, album bằng tiếng Anh ra mắt người nghe. Tuy nhiên, cho đến lúc này, cô vẫn chưa thu hút được sự chú ý của fan Nhật.
Trong một ngày thu âm cùng năm, Hikaru gặp Miyake Akira, một nhà sản xuất nhạc của Toshiba-EMI đang làm việc ở một phòng thu gần đó. Bị cuốn hút ngay lập tức bởi giọng hát và vóc người của Hikaru, Miyake thuyết phục cô sản xuất album ở Nhật dưới tên của hãng EMI.
Tháng 8 năm 1998, Hikaru có buổi live đầu tiên trong "Music Talks", một chương trình giới thiệu tài năng âm nhạc mới của Nhật. Tự giới thiệu mình là Utada Hikaru, cô trình bày bài hát nổi tiếng "Sukiyaki" (bài hát duy nhất trong lịch sử của Nhật trở thành hit ở Mỹ) và bài "Automatic". Chỉ 2 tháng sau, cô cho ra đời single đầu tiên "Automatic/Time Will Tell", tạo một làn sóng ủng hộ cuồng nhiệt từ phía người nghe ở Nhật và nhiều quốc gia châu Á khác. Ngày 10 tháng 3 năm 1999, First love, album đầu tiên, ra đời. Đến cuối tháng 3, album này đã bán được trên 3,5 triệu bản, và 10 triệu bản trên toàn thế giới tính cho đến giờ. First love đã trở thành album bán chạy nhất trong lịch sử Nhật Bản.
Vào năm 2000, Hikaru quyết định quay trở lại Mỹ để tiếp tục học ở Đại học Columbia. Chỉ có ở đây cô mới được sống thoải mái ít được biết đến, mặc dù cũng có tin đồn trong trường là "Britney Spears của Nhật" học ở đó. Hikaru vẫn tiếp tục sự nghiệp âm nhạc của mình trong thời gian học đại học. Các album tiếp theo, Distance (2001) và Deep River (2002) đều bán được nhiều triệu bản. Album Deep River còn bao gồm bài "Hikari", nhạc chính của PS2 game: Kingdom Hearts và Kingdom Hearts 2.
Ở thời điểm hiện tại (2004), Hikaru đang tạm gạt chương trình học ở Columbia để tập trung hơn vào sự nghiệp âm nhạc của mình. Cô tâm sự trong một buổi phỏng vấn là dự định sẽ bắt đầu học lại neuroscience sau khi kết thúc sự nghiệp âm nhạc, có thể khoảng tuổi 28.
Tiếp nối thành công ở Nhật, Hikaru bắt đầu thăm dò thị trường âm nhạc của Mỹ. Năm 2001, cô hát nhạc chính của phim Rush Hour 2 cùng với ca sĩ nhạc rap Foxy Brown. Bài hát tên "Blow My Whistle", được sản xuất bởi một trong những hãng nhạc hip-hop lớn nhất của Mỹ: The Neptunes. Lần đầu tiên tên của cô được viết theo kiểu Mỹ, Hikaru Utada, thay vì Utada Hikaru như ở Nhật. Đây cũng được xem là sự bắt đầu của sự nghiệp âm nhạc của cô ở Mỹ.
Cuối năm 2003, Hikaru ký hợp đồng với Island Def Jam để sản xuất album tiếng Anh, đồng thời sử dụng tên họ Utada (bỏ đi chữ Hikaru ở đầu) làm tên chính thức cho thị trường này. Utada có mặt trong album UNITY nhân dịp Olympics mùa hè 2004 ở Athena trong bài "By Your Side" (hát với Timbaland và Kiley Dean). Album được phát hành ở Nhật vào ngày 7 tháng 7.

## Danh sách đĩa nhạc
| - 1999: First Love - 2001: Distance - 2002: Deep River - 2006: Ultra Blue - 2008: Heart Station - 2016: Fantôme - 1998: Precious - 2004: Exodus - 2009: This Is the One | - 2004: Utada Hikaru Single Collection Vol. 1 - 2010: Utada Hikaru Single Collection Vol. 2 - 2010: Utada the Best - 1993: *Star - 2003: Are Kara 10 Nen Kinen Ban |